# Driftsledelse
Driftsledelse (engelsk Operations management)  er studiet i virksomhedsdrift, og beskæftiger sig med alle processer i virksomheden fra input såsom råmaterialer, arbejdskraft og transport - til output i form af varer og serviceydelser.
Driftsledelse er et paraplybegreb, der dækker over mange underbegreber, der alle drejer sig om optimal ressourceudnyttelse og effektivitet, såsom supply chain management, Lean og teknologi. Filosofien er, at selv små besparelser i råvarer eller tid, kan føre til store besparelser for en virksomhed. Hvis en fragtvirksomhed fx kan spare 1 øre per pakke der transporteres, kan dette blive til store summer hvis der fragtes mange pakker. Operations management beskæftiger sig dog ikke kun med besparelser, men også med kvalitet, leveringsdygtighed, produktdesign og lagerstyring.
I driftsledelse behandles omfang, metoder, frekvenser, kvalitetssikring, miljø, sikkerhed og økonomi. Driftsledelse sætter drift og vedligeholdelse i system. 
Med kendskab til drifts- og vedligeholdelsesopgavernes helhed (Drift- og vedligeholdelsesplan) opstilles ofte et budget for opgavernes økonomi. Igennem korrekt driftsledelse kan ressourcespild minimeres.
Udføres drifts- og vedligeholdelsesarbejde, på baggrund af rette faglige forudsætninger igennem kompetent driftsledelse, belyses og behandles muligheden for optimering af økonomi og kvalitet hurtigst muligt – og miljøhensyn samt besparelser opnås hurtigst.
Operations management kan omfatte alle niveauer af en virksomhed, fra strategi, til styring af enkelte medarbejdere og maskiner, ligesom det kan omfatte alle led i en forsyningskæde, helt fra oprindelsen af råvarene, til afskaffelse af produktet efter dets levetids ophør.

## Driftsledelse og byggeri
I forbindelse med drift og vedligeholdelse af bygninger og de dertil hørende tekniske anlæg, for boligforeninger og erhverv kan drifts- og vedligeholdelsesarbejde i de fleste tilfælde optimeres ved at anvende en kompetent driftsleder, som jævnligt besøger ejendomme og håndterer problemstillinger i forbindelse med driften.
En række danske virksomheder udfører driftsledelse af byggeri, hvor økonomi-optimering behandles.
For store koncernvirksomheder haves ofte egne drifts- og serviceafdelinger hvor driftsledelse anvendes. Herunder kan nævnes Maersk, Novo Nordisk mv.

## Driftsledelse og produktion
Et berømt eksempel på driftsledelse er Ford's indførelse af produktion på samlebånd i starten af 1900-tallet, hvor bilproduktionen blev delt op i en række små opgaver, så hver enkelt medarbejder kunne koncentrere sig om en enkelt opgave. Dette kaldes også arbejdsdeling.
I dag benyttes operations management i stort set alle virksomheder, det værende produktionsvirksomheder, servicevirksomheder, sågar foreninger.